# Fuentelespino de Haro
Fuentelespino de Haro – gmina w Hiszpanii, w prowincji Cuenca, w Kastylii-La Mancha, o powierzchni 33,44 km². W 2011 roku gmina liczyła 272 mieszkańców.